# RSA Battle House Tower
RSA Battle House Tower – najwyższy wieżowiec stanu Alabama, położony w Mobile. Wybudowany w latach 2003 – 2007, mierzy 227 metrów i posiada 35 pięter.